# Pardal de bardissa del Japó
El pardal de bardissa del Japó (Prunella rubida) és un ocell de la família dels prunèl·lids (Prunellidae). El seu estat de conservació es considera de risc mínim.

## Hàbitat i distribució
Habita boscos de pins del sud de les illes Kurils i Japó, a Hokkaido i Honshu.